# Tần số siêu thấp
Tần số siêu thấp (tiếng Anh: super-low frequency, viết tắt là SLF) là sóng điện từ (sóng vô tuyến) trong dải tần số giữa 30 Hz và 300 Hz. Dải tần này có bước sóng tương ứng là 10.000 tới 1.000 km. Dải tần số này bao gồm tần số lưới điện xoay chiều (50 và 60 Hz). Có một mẫu thuẫn trong cách xác định dải tần vì dải tần này cũng nằm trong tần số cực kỳ thấp (ELF – 3 tới 300 Hz).
Do khó khăn trong việc xây dựng các thiết bị phát có thể tạo sóng dài như vậy, các tần số trong dải tần này được rất ít dùng trong các hệ thống thông tin liên lạc. Tuy nhiên, sóng SLF có thể xuyên sâu vào nước biển tới độ sâu hàng trăm mét. Do đó trong những thập kỷ gần dây, quân đội Mỹ và Nga đã chế tạo các trạm phát vô tuyến rất lớn sử dụng tần số SLF để liên lạc với tàu ngầm của họ. Hải quân Mỹ có Seafarer hoạt động ở tần số 76 Hz, được đưa vào hoạt động năm 1989 nhưng ngưng vào năm 2004 do các hệ thống liên lạc VLF đã có nhiều tiến bộ. Nga có ZEVS hoạt động ở tần số 82 Hz.
Các yêu cầu đối với máy thu trong dải tần SLF ít nghiêm ngặt hơn so với máy phát, do cường độ tín hiệu nằm trên cách xa nền tạp âm của máy thu, do đó các anten nhỏ không hiệu quả nếu sử dụng. Những người đam mê vô tuyến nghiệp dư có thể thu được tín hiệu SLF bằng cách dùng các máy thu đơn giản được xây dựng từ máy tính cá nhân, các cuộn dây hoặc anten vòng kết nối với card âm thanh PC. Tín hiệu được phân tích bằng một thuộc toán phần mềm biến đổi Fourier nhanh và được chuyển sang tín hiệu âm thanh.